# ラウル・オマール・オテーロ
ラウル・オマール・オテーロ・ラルサバル（Raul Omar Otero Larzábal, 1970年1月15日 - ）は、ウルグアイ・モンテビデオ出身の元サッカー選手。ポジションはミッドフィールダー。

## 所属クラブ
- CAリーベル・プレート 1992-1995
- コンサドーレ札幌 1996
- CAセロ 1997
- CAリーベル・プレート 1998
- ダヌービオFC 1998-2000
- オリンピア・アスンシオン 2000-2001
- CAセロ 2001-2003
- CAベジャ・ビスタ 2004
- ウルグアイ・モンテビデオFC（スペイン語版） 2005

## タイトル

### 選手時代
オリンピア・アスンシオン
- リーガ・パラグアージャ：1回（2000）